# Arnljot Nyaas
Arnljot Nyaas (ur. 14 maja 1916, zm. 16 lipca 1995) – norweski biegacz narciarski, brązowy medalista mistrzostw świata. W 1950 roku wystartował na mistrzostwach świata w Lake Placid. Osiągnął tam największy sukces w swojej karierze zdobywając brązowy medal w biegu na 18 km techniką klasyczną. Wyprzedzili go jedynie dwaj Szwedzi: zwycięzca Karl-Erik Åström oraz drugi na mecie Enar Josefsson.
Ponadto Nyaas był dwukrotnie mistrzem Norwegii w sztafecie w latach 1950 i 1951, a na dystansie 50 km zdobył brązowe medale w latach 1947 i 1948.

## Osiągnięcia

### Mistrzostwa świata
| Miejsce | Dzień    | Rok  | Miejscowość | Konkurencja             | Czas biegu | Strata | Zwycięzca        |
| ------- | -------- | ---- | ----------- | ----------------------- | ---------- | ------ | ---------------- |
| 3.      | 3 lutego | 1950 | Lake Placid | 18 km stylem klasycznym | 1:06:16    | +0:51  | Karl-Erik Åström |
| 14.     | 6 lutego | 1950 | Lake Placid | 50 km stylem klasycznym | 2:59:05    | +8:25  | Gunnar Eriksson  |